# بلایا (پنژینا)
بلایا (روسی: Белая) یک رودخانه در سرزمین کامچاتکای کشور روسیه است.